# Casaseca de Campeán
Casaseca de Campeán es un municipio y localidad de la provincia de Zamora, en la comunidad autónoma de Castilla y León, España.

## Topónimo
El topónimo Casaseca, surgida de la unión de las palabras latinas "casa" y "siccus". Casa tiene el significado de cabaña, ya que la palabra latina domus tiene el significado de edificio hecho para habitar en él. Siccus, de la que procede seca, tiene el significado de "falta de agua", posiblemente en referencia a un manantial, arroyo o río. Por último, Campeán derivaría de la palabra latina "campus", con el que se referían al terreno llano o incluso al campo de batalla.

## Ubicación
Se encuentra ubicado en la comarca de la Tierra del Vino, limitando al norte con El Perdigón y Morales del Vino, al sur con Villanueva de Campeán, al este con Corrales del Vino y Peleas de Abajo, y al oeste con Pereruela, este último de la comarca de Sayago.

## Historia
Durante la Edad Media la localidad quedó integrada en el Reino de León, siendo repoblada por sus monarcas.
Posteriormente, en la Edad Moderna, Casaseca de Campeán formó parte del Partido del Vino de la provincia de Zamora, tal y como reflejaba en 1773 Tomás López en Mapa de la Provincia de Zamora. 
Así, al reestructurarse las provincias y crearse las actuales en 1833, la localidad se mantuvo en la provincia zamorana, dentro de la Región Leonesa, integrándose en 1834 en el Partido Judicial de Zamora.

## Geografía humana

### Demografía
Cuenta con una población de 86 habitantes (INE 2024).
| Gráfica de evolución demográfica de Casaseca de Campeán entre 1842 y 2021                                             |
| |
| Población de derecho según los censos de población del INE. Población de hecho según los censos de población del INE. |

### Transportes
Atraviesa el municipio la carretera local ZA-P-2217 que permite las comunicaciones con los términos vecinos de Villanueva de Campeán y Corrales del Vino donde es posible enlazar además fácilmente con la carretera nacional N-630 que une Gijón con Sevilla así como con la autovía Ruta de la Plata, de igual recorrido que la anterior y que constituye el principal eje de transportes del oeste del país. Existe además una carretera local asfaltada que da acceso al vecino municipio de El Perdigón.
En cuanto al transporte público se refiere, tras el cierre del Ferrocarril Ruta de la Plata, que pasaba por el vecino municipio de Morales del Vino y tenía parada en el mismo, no existen servicios de tren en el municipio ni en los vecinos, ni tampoco línea regular con servicio de autobús, siendo las estaciones más cercanas las de Zamora capital. Por otro lado el aeropuerto de Salamanca es el más cercano, estando a unos 74 km de distancia.

## Patrimonio
La iglesia parroquial es el principal monumento del pueblo, es del siglo XVIII principalmente y está bajo la advocación de San Isidoro de Sevilla. De esbelta espadaña del XVII, tiene un origen anterior y planta de una sola nave, con cinco tramos y un pequeño crucero. El retablo Mayor es barroco y aloja las imágenes de San Ildefonso, San Atilano y San Isidoro, mientras en los laterales están las imágenes de Santa Águeda y Santa Lucía.

## Gastronomía
Legumbres, cocido, menús de piezas de caza —en temporada— o los ineludibles productos de matanza componen la dieta básica local, a la que hay que añadir en los postres la especialidad local de los "Periquillos", unas rosquillas caseras de elaboración tradicional.

## Fiestas
El pueblo celebra de forma especial San Isidoro (26 de abril), aunque también se celebra en verano Nuestra Señora de la Asunción.